# Plessala
Plessala is een plaats en voormalige gemeente in het Franse departement Côtes-d'Armor in de regio Bretagne en telt 1853 inwoners (2006). De plaats maakt deel uit van het arrondissement Saint-Brieuc.

## Geschiedenis
Plessala is op 1 januari 2016, samen met de gemeenten Collinée, Le Gouray, Langourla, Saint-Gilles-du-Mené, Saint-Gouéno en Saint-Jacut-du-Mené, opgegaan in de gemeente Le Mené.

## Geografie
De oppervlakte van Plessala bedraagt 50,9 km², de bevolkingsdichtheid is 35,3 inwoners per km².
De onderstaande kaart toont de ligging van Plessala met de belangrijkste infrastructuur en aangrenzende gemeenten.

## Demografie
Onderstaande figuur toont het verloop van het inwonertal.
Collinée · Le Gouray · Langourla · Plessala · Saint-Gilles-du-Mené · Saint-Gouéno · Saint-Jacut-du-Mené